# آناتومی گری (فیلم)
آناتومی گری (انگلیسی: Gray's Anatomy) فیلمی به کارگردانی استیون سودربرگ است که در سال ۱۹۹۶ منتشر شد. از بازیگران آن می‌توان به اسپالدینگ گری اشاره کرد.
این عنوان از کتاب مرجع آناتومی کلاسیک انسانی، Anatomy of Gray گرفته شده‌است، که ابتدا توسط هنری گری در سال ۱۸۵۸ نوشته شده‌است. این فیلم در ده روز در اواخر ژانویه ۱۹۹۶ در فیلم‌برداری شد.
شخصیت اصلی این فیلم سینمایی اسپالدینگ گری است که یک اختلال نادر چشمی، به نام Macular pucker را برایش تشخیص می‌دهند و او پس از شنیدن تمام گزینه‌های درمانی، مانند علوم مسیحی، عرق بومی آمریکایی، و «جراحان روانیِ الویس پرسلی»، و خطراتی که جراحی می‌تواند برایش در پی داشته‌باشد، تصمیم می‌گیرد سایر روش‌های پزشکی را بررسی کند. این تصمیم به نوبه خود او را به یک سفر در سراسر جهان می‌کشاند و در غالبی طنزآمیز باعث پرهیز او از جراحی (بیشتر به علل مذهبی) می‌شود.